# Increase Mather
Increase Mather, född 21 juni 1639 i Dorchester, Massachusetts, död 23 augusti 1723 i Boston, var en puritansk präst och lärd som hade stort inflytande på det andliga och politiska livet i Massachusetts. Han var även rektor för Harvard College.
Han var yngste son till pastor Richard Mather, som utvandrat från England till New England. Hans son Cotton Mather blev i sin tur en inflytelserik kyrkoman. 
Under Mathers tid som präst pågick häxprocesserna i Salem. Mather försvarade rättegångarna men kritiserade användandet av "spectral evidence", bevisning baserad på syner och visioner.